# John Isner

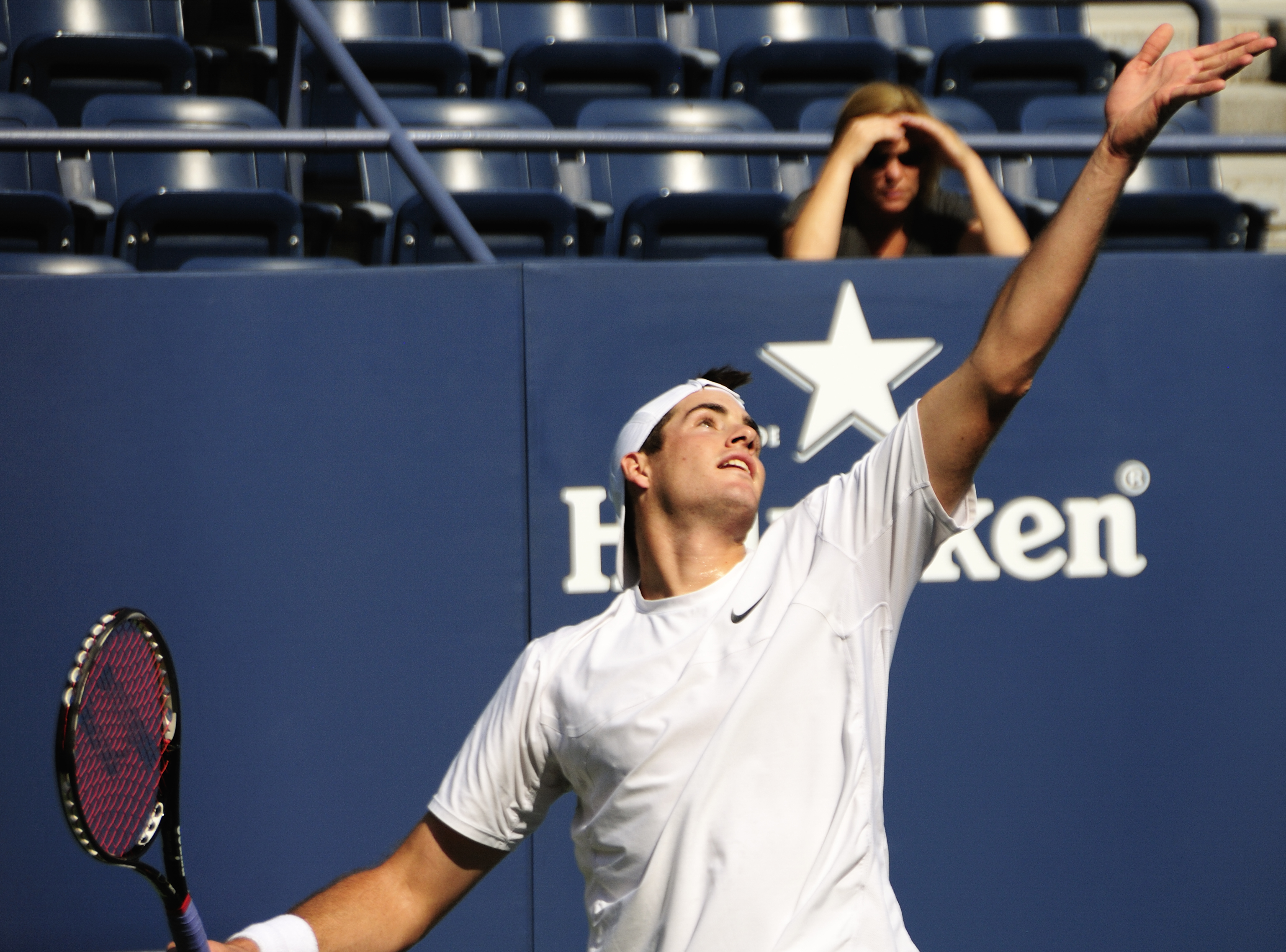
John Isner 2009.

John Robert Isner, född 26 april 1985 i Greensboro i North Carolina, är en tidigare professionell tennisspelare från USA. 
Isner inledde sin professionella karriär under år 2007. Den 19 mars 2012 nådde han nummer 9 i ranking på ATP-touren. Hans högsta ranking är som nummer 8 den 16 juli 2018. Isners kanske mest kända seger är när han besegrade Nicolas Mahut i Wimbledon 2010 efter 11 timmar och 5 minuter i vad som är tidernas längsta tennismatch. Vid olympiska sommarspelen 2012 nådde han kvartsfinal, där han mötte Roger Federer. Han har två gånger spelat kvartsfinal i US Open, 2011 och 2018. 2018 kvalificerade han sig till ATP-slutspelet, där han dock besegrades i gruppspelet av bland andra Novak Đoković.  
Isner har vunnit Atlanta Open sex gånger (2013, 2014, 2015, 2017, 2018, 2021), Hall of Fame Open fyra gånger (2011, 2012, 2017, 2019), Winston-Salem Open två gånger (2011, 2012), Auckland Open två gånger (2010, 2014), U.S. Men's Clay Court Championships en gång (2013) och Miami Open en gång (2018).
I dubbel har han vunnit Hall of Fame Open (2008 med Mardy Fish), U.S. National Indoor Championships (2010 med Sam Querrey), Italian Open (2011 med Sam Querrey), Shanghai Masters (2016 med Jack Sock), Indian Wells Masters två gånger (2018 och 2022 med Jack Sock), Los Cabos Open (2021 med Hans Hach Verdugo) och Miami Open (2022 med Hubert Hurkacz).
John Isner är 208 centimeter lång och känd för en kraftfull serve. I juli 2022 satte Isner nytt rekord för flest serveress i ATP-touren, 13 748 st.

## Rekord (urval)
Isner innehar (tillsammans med Nicolas Mahut) följande rekord inom tennisen:
- Wimbledon 2010: Längsta singelmatchen någonsin (11 timmar, 5 minuter)
- Wimbledon 2010: Längsta spelet under dag (7 timmar, 6 minuter)
- Wimbledon 2010: Flest game under en dag (118)

Isner har ensam följande rekord inom tennisen:
- Wimbledon 2010: Flest serveess i en singelmatch: 113 st